# Śniardwy
Śniardwy (tiếng Đức: der Spirdingseeⓘ)  là một hồ nước ở khu vực hồ Masuria thuộc vùng Voian-Masurian Voivodeship, Ba Lan.
Với diện tích là 113,8 kilômét vuông (43,9 dặm vuông Anh), Śniardwy là hồ lớn nhất ở Ba Lan. Đây cũng là hồ lớn nhất ở Phổ, khi Warmia-Masuria nằm dưới sự cai trị của Đức. Nó có chiều dài là 22,1 kilômét (13,7 mi) và chiều rộng là 13,4 kilômét (8,3 mi). Độ sâu tối đa là 23 mét (75 feet). Có tám hòn đảo trên hồ Śniardwy.

## Địa lý
Śniardwy được hình thành nhờ vào các hiện tượng như băng tan và rút nước lũ xảy ra do hậu quả của việc băng tan của dòng sông băng đang rút dần. Tám hòn đảo là: Szeroki Ostrów, Czarci Ostrów, Wyspa Pajęcza, Wyspa Kaczor và những hòn đảo khác. Khu định cư xung quanh bao gồm Popielno, Głodowo, Niedźwiedzi Rog, Okartowo, Nowe Guty, Zdęgowo và Łuknajno.
Trong số nhiều vịnh hẹp, hai vinh được đặt tên là các hồ riêng biệt: Warnołty và Seksty. Śniardwy kết nối với các hồ sau: Tuchlin, Łuknajno, Mikołajskie, Roś, Białoławki và Tyrkło. Nó được bao quanh bởi hệ thống kênh rạch được gọi là Kanały Mazurskie (kênh Masuria), với nhiều cống. Cùng nhau, chúng tạo thành khu vực hồ Masuria của Ba Lan.